# Rachel Gould
Rachel Gould (* 25. Juni 1953 in Camden als Rachel Field) ist eine amerikanische Sängerin des Modern Jazz.

## Leben und Wirken
Gould wurde von 1960 bis 1971 am Cello unterrichtet, um dann an der Boston University Cello und Gesang zu unterrichten. Seit 1964 war sie als Background Singer tätig. Sie trat aber nur gelegentlich Anfang der 1970er Jahre in den Jazzclubs der Ostküste auf. Erst nach ihrer Scheidung und dem Umzug nach Deutschland etablierte sie sich als Jazzmusikerin. Sie bildete ein eigenes Quartett und tourte durch Europa. 1979 trat sie in London mit Chet Baker auf und spielte das vielbeachtete Album „All Blues“ ein. Zu Beginn der 1980er war sie auf zahlreichen europäischen Festivals tätig und arbeitete mit Formationen um Ack van Rooyen, Lou Blackburn, Ferdinand Povel, Bobby Burgess, Michel Herr, Tom Nicholas, Dieter Reith und Erwin Lehn. 1983 hielt sich Gould für längere Zeit in den Vereinigten Staaten auf und sang in New York City bei Woody Herman, Sal Nistico und Jake Hanna. Nach ihrer Rückkehr präsentierte sie bei den Leverkusener Jazztagen die Band „Breath & Bones“. Sie verlegte sich ab 1984 überwiegend auf die Lehre, zunächst als Dozentin an den Musikhochschulen in Maastricht, Köln, Mainz und Hamburg, bevor sie 1987 an die Swiss Jazz School ging und vermehrt mit Joe Haider oder Benny Bailey arbeitete. Sie nahm mit Riccardo Del Fra das Album „A Sip of Your  Touch“ (1989) und mit eigener Band ein Live-Album beim Montreux Jazz Festival 1991 auf.
Von 1991 an war sie bis zur Pensionierung als Dozentin für Jazzgesang am Königlichen Konservatorium in Den Haag tätig. Derzeit lebt sie in Kent.

## Diskographische Hinweise
- Chet Baker & Rachel Gould All Blues (mit Henri Florens, Jean Paul Florens, Jim Richardson, Tony Mann, 1979)
- The Dancer (mit Dennis Luxion, Wilson de Oliveira, Rudi Schroeder, Clarence Becton VÖ als LP 1982, als CD 1999)
- More of Me (mit Allan Praskin, Larry Porter, Thomas Stabenow, Clarence Becton 1993)
- Rachel Gould & Luigi Tessarollo Tribute to Hoagy Carmichael (mit Riccardo Fioravanti, Giovanni Gullino, 2007)

## Lexigraphischer Eintrag
- Martin Kunzler: Jazz-Lexikon. Band 1: A–L (= rororo-Sachbuch. Bd. 16512). 2. Auflage. Rowohlt, Reinbek bei Hamburg 2004, ISBN 3-499-16512-0.